# Nomisma

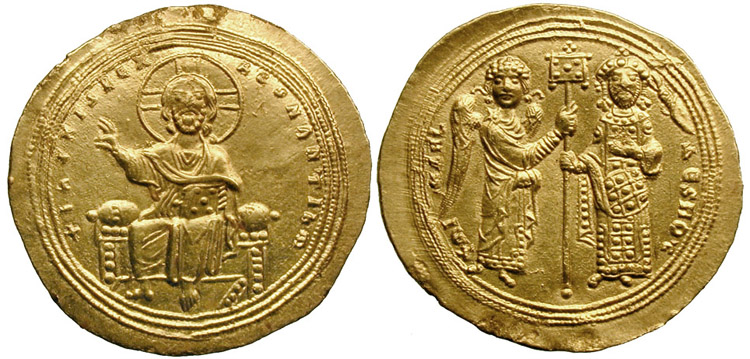
Histameno-Nomisma de

Nomisma (em grego: νόμισμα; plural: nomismata) é uma moeda de ouro, herdeira do soldo romano e cunhada no Império Bizantino até à reforma monetária de Aleixo I Comneno em 1092. Foi a mais forte denominação monetária do império.
O seu nome esteve na origem das palavras «numismata» e «numismática».